# هسدورف
هسدورف (به آلمانی: Heßdorf) یک شهر در آلمان است که در ارلانگن-هخشتات واقع شده‌است.